# HD 40307 b
HD 40307 b (بالإنجليزية: HD 40307 b)‏ الذي يرمز له بالرمز HD 40307b، هو كوكب خارج المجموعة الشمسية، وأرض هائلة، في كوكبة آلة الرسام، يتبع HD 40307 ‏.

## الاكتشاف
اكتشف في 16 يونيو 2008، وكانت طريقة الاكتشاف دوبلر الطيفي.